# Joe Quimby
Joseph "Joe" Fitzpatrick Fitzgerald Fitzhenry Quimby, alias "Diamond Joe" Quimby, of simpelweg Mayor Quimby (stem gedaan door Dan Castellaneta), is een personage uit de animatieserie The Simpsons.
Quimby is lid van de Democratische Partij. Hij komt over als een dikke luie politicus die enkel geïnteresseerd is in het behouden van zijn positie, vrouwen versieren en verschillende vormen van corruptie.

## Oorsprong
Joe Quimby's naam komt gedeeltelijk van NW Quimby Street in Portland, Oregon, de thuisstad van Matt Groening. De rest van zijn naam komt van Portland misdadiger en chef van de politie "Diamond" Jim Purcell.
Quimby is een karikatuur van verschillende leden van de Familie Kennedy, die al lange tijd politici zijn in Amerika. Hij praat met een Boston accent, in een stijl die lijkt op die van Ted Kennedy. Quimby is blijkbaar een democraat, net als de Kennedys, en houdt van rijkdom.

## Familie
Quimby is getrouwd met een vrouw die een roze pak en een pillboxhoed draagt, gelijk aan een die Jacqueline Kennedy beroemd heeft gemaakt.
Het neefje van Quimby, Freddy Quimby, werd ooit verdacht van een overval (The Boy Who Knew Too Much). Tijdens zijn proces probeerde de burgemeester getuigen om te kopen.
In "Treehouse Of Horror III" heeft Lisa het over een broer van de burgemeester genaamd Clovis, die in een dronken bui de eerste kat van de Simpsons heeft doodgereden.
Quimby heeft meerdere buitenechtelijke kinderen als gevolg van zijn vele minnaressen. Hij is al 27 keer voor de rechter gedaagd door vrouwen die hij zwanger had gemaakt.

## Profiel
Quimby kan niet goed overweg met politiechef Clancy Wiggum.
Quimby staat bekend als een vrouwenversierder. Hij gaat geregeld op vakantie naar een land overzee, waardoor hij maar zelden in de stad is. Als hij wel aanwezig is, staat dit ook groot in de krant van Springfield.
Meer dan eens is gesuggereerd dat Quimby connecties heeft met Fat Tony en de Springfieldse Maffia. Het staat ook vast dat Quimby de wetten iets aanpast als hem dat uitkomt; zo liet hij Marge Simpson een keer vrij uit de gevangenis (ze was gearresteerd nadat ze door een zenuwinzinking het verkeer op een brug blokkeerde) omdat hij anders de eerstvolgende "chick vote" wel vaarwel kon zeggen.
Quimby werd verkozen tot burgemeester van Springfield in 1986. Hij is nadien meerdere malen herkozen, hoewel is aangetoond dat hij zich met duistere zaakjes zoals fraude bezighoudt. Hij bekende ooit belastinggeld te hebben gebruikt om de moordenaars van zijn vijanden te betalen.
Quimby werd eenmaal afgezet en vervangen door Sideshow Bob, maar Bob bleek te hebben geknoeid met de verkiezingsuitslag.
In de aflevering Lisa's Wedding werd een toekomst getoond waarin Quimby was afgezet en gearresteerd, vermoedelijk voor fraude. Hij was nu slechts een taxichauffeur voor Otto’s taxicentrale.
Quimby’s catchphrase is "Vote Quimby", die hij bij elke gelegenheid gebruikt.